# E/F Nerthus
E/F Nerthus (Elfærgen Nerthus) er en helt elektrisk drevet færge under bygning i Tyrkiet for  Molslinjen A/S, til oprindeligt forventet indsættelse på ruten Bøjden-Fynshav (Alslinjen) sensommeren 2024.
Færgen er opkaldt efter gudinden Nerthus og har et identisk søsterskib E/F Tyrfing, der skal indsættes på Samsølinjen.

## Status
Færdigbygningen i Tyrkiet er forsinket, men færgen forventes taget i drift 16. juni 2025; i første omgang som udlån til Samsølinjen, som rederiet har skønnet har mest brug for en større færge.